# Костабела Сан Роко (Кунео)
Костабела Сан Роко је насеље у Италији у округу Кунео, региону Пијемонт.
Према процени из 2011. у насељу је живело 43 становника. Насеље се налази на надморској висини од 454 м.